# Bishop's Cleeve

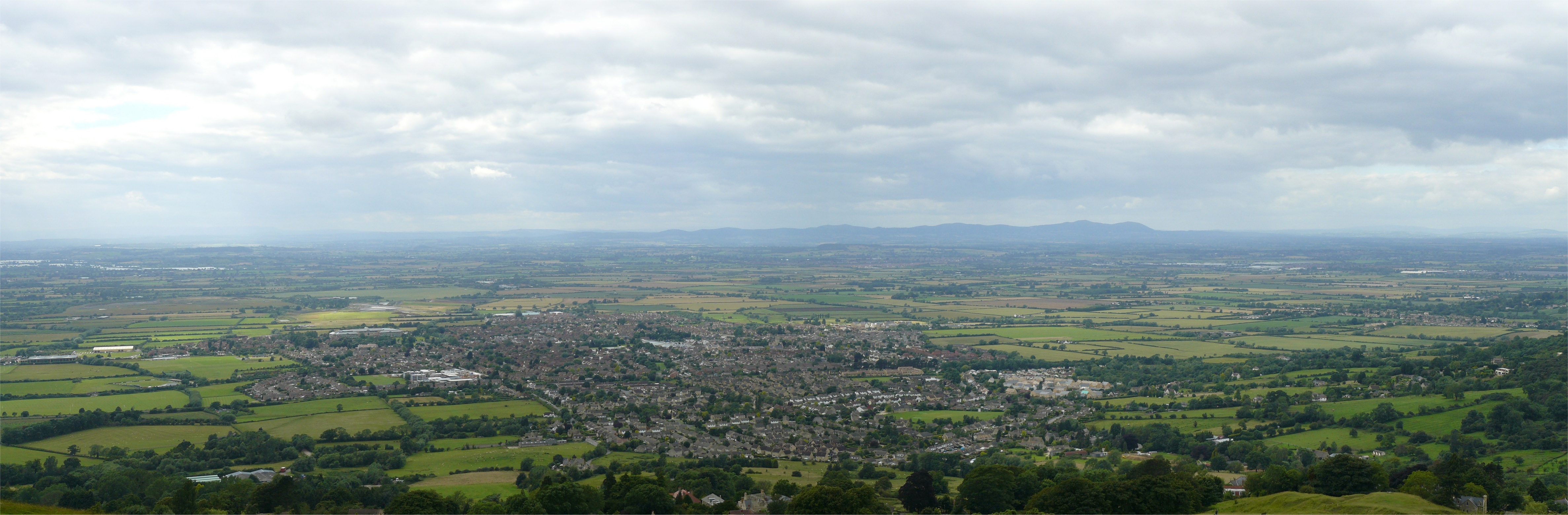
Bishop's Cleeve e Woodmancote vistos do Monte Cleeve.

Bishop's Cleeve é uma grande vila localizada na autoridade local de Tewkesbury, no condado de Gloucestershire, na Inglaterra. Está localizada a três milhas do centro da cidade de Cheltenham e fica aos pés do Monte Cleeve, o ponto mais alto de Cotswolds.

## História

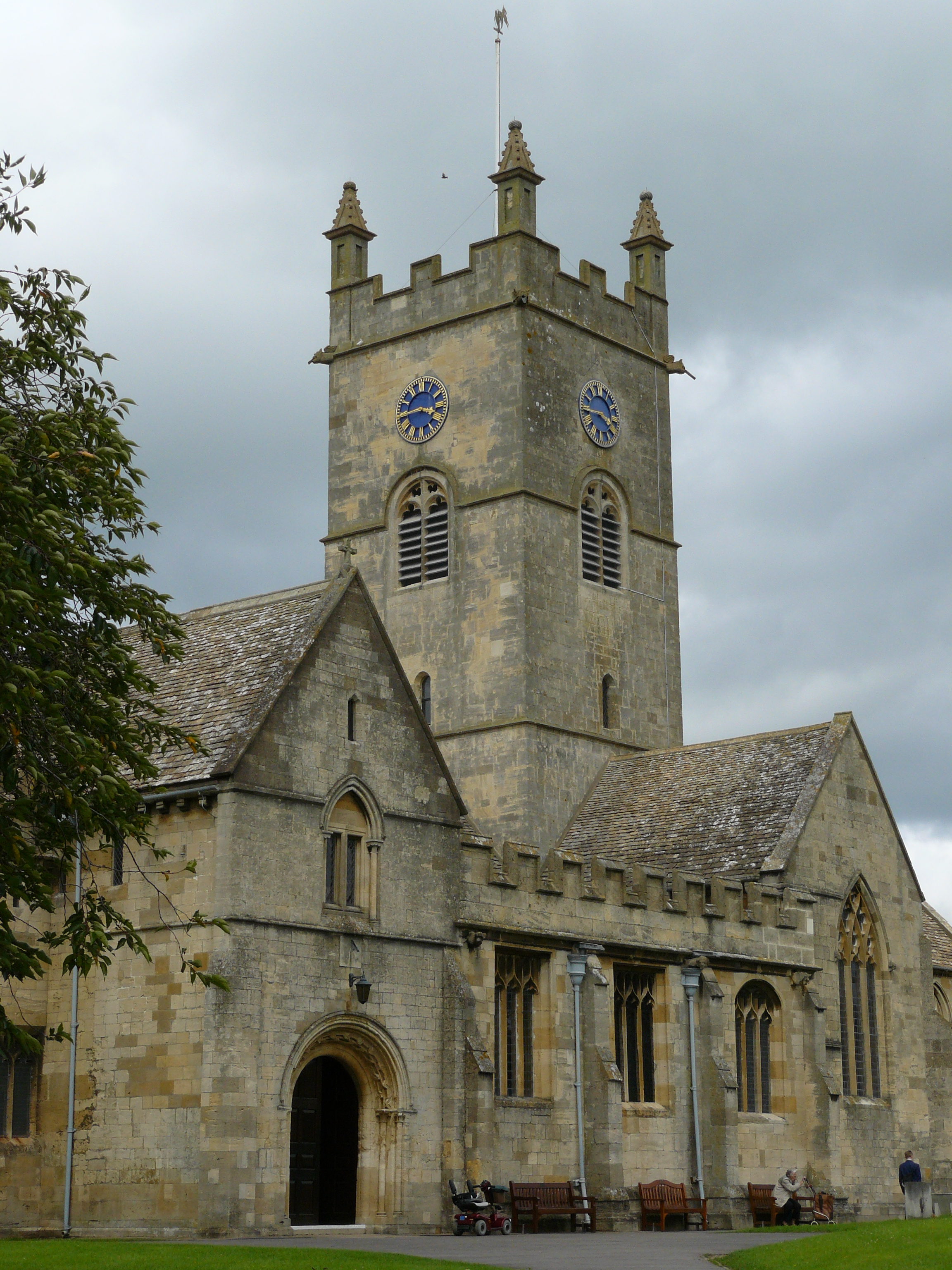
Igreja de São Miguel e Todos os Anjos

Fundada na Idade Antiga, aproximadamente no século VIII, a vila se desenvolveu durante a ocupação da Britânia pelo Império Romano. Segundo registros, em 1086 havia aproximadamente 100 residentes.
As construções mais antigas datam dos séculos XII e XIII. Na área central da vila há a importante Igreja de São Miguel e Todos os Anjos, cujas características apresentam aspectos da arquitetura normanda, apesar de sua torre ter sido reconstruída no século XVII, com novos elementos arquitetônicos.

## Geografia
No começo do século XX, Bishop's Cleeve tinha uma população de aproximadamente 400 pessoas e,  no início do século XXI, aproxima-se de 10 mil. Seu crescimento não se dá devido apenas à proximidade com a cidade de Cheltenham, mas sim à chegada dos próprios trabalhadores de Bishop's Cleeve. 
A primeira importante expansão da vila ocorreu nos anos da década de 1950, com a abertura das Indústrias Smith's, que geriram a construção de várias casas para os seus empregados. Em 1956, a escola secundária de Bishop's Cleeve foi aberta.
Na década de 1980 houve mais uma grande expansão da vila; uma importante estrada foi aberta, ligada à rodovia A435 e, assim, casas foram construídas nas proximidades da rodovia.
Bishop's Cleeve já possuiu ligação por via férrea, aberta no início dos anos 1900, pela Great Western Railway, que ligava Stratford-upon-Avon a Cheltenham, parte da linha principal de Birmingham ao sudeste inglês e à parte sul do país de Gales. A estação de Bishop's Cleeve fechou em 1960, mas a estação de Cheltenham continuou operando para ocasiões especiais.

## Origem do nome
No século VIII, a vila foi concedida ao monastério de Cleeve pelo rei Offa de Mércia. No século seguinte, o monastério e suas propriedades foram concedidas ao bispo de Worcester e a vila passou a ser conhecida como Bishop's Cleeve.

## Patrimônio histórico
Como patrimônio histórico, há 31 prédios listados como anteriores ao século XIII.